# Palm Desert Scene
De Palm Desert Scene is een groep van verwante bands en muzikanten uit Palm Desert in Californië. Hun hardrockgeluid, dat vaak wordt omschreven als desertrock, bevat elementen van psychedelica, blues, heavy metal en andere genres zoals hardcore, evenals kenmerkende drumbeats die meestal worden uitgevoerd met elektrische gitaar, basgitaar en een drumstel. De muzikanten spelen vaak in meerdere bands tegelijk en er is een hoge mate van samenwerking tussen de bands. De Palm Desert Scene is ook opmerkelijk door de stonerrockpioniers Kyuss. De term stonerrock wordt soms door elkaar gebruikt met Palm Desertrock. Echter, niet alle Palm Desert Scenebands zijn stonerrock.
Palm Desert is benoemd door Blender magazine als "een van de top zeven rock-'n'-rollsteden in Amerika".

## Geschiedenis
De scene is ontstaan uit verschillende Palm Desertbands (vooral Yawning Mans) marihuana gedreven instrumentale jams in de woestijn. Hij is vooral bekend om zijn zware fuzz-riffs en de associatie met het gebruik van illegale drugs, met name marihuana, peyote en paddo's. Hierdoor zijn de jamsessies beïnvloed door de psychedelische rock. Mogelijk vanwege de nabijheid van Mexico en Spaanssprekende gemeenschappen is er invloed van Latijns-Amerikaanse muziek in de Palm Desert Scene.

### Generator Parties
De Palm Desertbands werden lokaal bekend door veelvuldige optredens in bars en partijen, maar vooral in en rond de geïsoleerde woestijngebieden en steden van de Coachella Valley. De instrumenten en versterkers werden aangedreven door een generator. Met name de band Kyuss is bekend geworden door de "generator parties". Plekken waar de feesten werden gehouden waren vooral 'The Nudist Colony' (Desert Hot Springs/Yucca Valley), 'The Iron Door' (Indio Hills), 'Shot Gun Flats' (Sky Valley), 'Mecca Banks' (Afwateringssysteem in Mecca), 'Edom Hill' (Naast Hwy 10). Deze laatste plek is kort gebruikt door weggeregende wegen en omdat de politie auto's zag rijden naar deze plek vanaf snelweg 10.
Mario Lalli is als eerste begonnen met zijn toenmalige band Across the River en later Yawning Man met de generator parties en wordt gezien als de 'godfather' van de Palm Desert Scene samen met Herb Lineau (Across the River), Sean Wheeler (Throw Rag), Brian Maloney (Unsound) en Zach Huskey (Dali's Llama). De generator parties werden gecreëerd omdat er in de omgeving van Palm Desert weinig clubs waren om op te treden. De "generator parties" stonden plaatselijk bekend als Dust Festivals.
De "generator parties" worden tegenwoordig niet meer gehouden omdat het publiek steeds gewelddadiger werd en omdat de verlaten woestijnstadjes zijn veranderd in welvarende gebieden zoals Palm Springs. Door de ontwikkeling van het gebied zijn er meer clubs gekomen. Hierdoor is een compleet nieuwe scene ontstaan waarin bands de ruimte krijgen om live te spelen. Bekende plekken zijn: Pappy & Harriet’s, The Hood, The Date Shed en festivals als; Coachella Festival, Desert Generator.

### Nude Bowl
De Nude Bowl was een bekende plek waar generator parties gehouden werden (ook wel de The Colony/The Nude Colony genoemd). Dit was een oud zwembad van een nudistencamping de "Desert Gardens Ranch". De ranch werd halverwege 1960 gesloten en later gebruikt door de bands. De Ranch ligt ten westen van Desert Hot Springs, Californië aan Pierson Boulevard in de bergen (33.967550, -116.620319).
De Nude Bowl werd ook populair in de skate scene. Skateboarders kwamen naar deze plek tussen 1970 en 1990. Aan het eind van de jaren 90 werd het een bekende feest locatie. Grote feesten en geweld kwamen steeds vaker voor. Na meerdere klachten over geweren en vechtende groepen in en om de Nude Bowl werd er besloten het zwembad te vullen met grond. Skateboarders kwamen terug en repareerden de Bowl. Na enkele maanden werd het opgebroken. Er was geen verharde weg naar de Bowl. Om er te komen moest je een weg zoeken door de woestijn.

### SST Records
SST is een label voor punkbands. Enkele bands die bij dit label zaten waren inspiratiebronnen voor bands in de Palm Desert Scene. Het label was gevestigd in Los Angeles. Het heeft in de beginjaren van de scene voor bands als Fatso Jetson en The Sort of Quartet albums uitgebracht en de bands meer naamsbekendheid gebracht.
Oprichter van het label (Greg Ginn) is actief geweest in meerdere bands en projecten in de Palm Desert Scene.
SST-bands die met regelmaat meededen aan de Generator Parties waren onder andere DC3, Electra Flo, Ridge Rowdies, Painted Willie en Sour Grapes.

## Muzikanten en bands
Bands en muzikanten die met de Desert Scene worden gelinkt zijn de volgende:

### Muzikanten
- Alfredo Hernández
- Brant Bjork
- Dave Dinsmore
- Mario Lalli
- Dave Catching
- Larry Lalli
- Fred Drake (†)
- Tony Tornay
- John Garcia
- Chris Goss
- Scott Reeder
- Josh Homme
- Eddie Glass
- Scott Hill
- Nick Oliveri
- Jesse Hughes
- Giovanni Pirozzi
- Brian O'Connor
- Billy Cordell
- Tony Mason
- Eddie Plascencia
- Miguel Cancino
- Arthur Seay
- Hutch
- Gary Arce
- Johnette Napolitano
- Herb Lineau
- Sean Wheeler
- Zach Huskey
- Chris Cockrell
- Dino Lalli
- Mark Anderson
- Dandy Brown
- Brian Maloney
- Ted Reed
- Ryan Gut
- Joe Dillon
- John Summers
- Alex Myerhoff
- Mike Bates
- Sophia Poseidon
- Randy Janson
- Laurel Stern
- Dave Travis

### Bands
- Aberdeen
- The Acquitted Felons
- Across the River
- Auto Modown
- Big Scenic Nowhere
- Brant Bjork and the Bros
- Ché
- Dali's Llama
- Dark Tooth Encounter
- Dead Issue
- Desert Sessions
- Eagles of Death Metal
- Earthlings?
- Englenhook
- Fatso Jetson
- Fever Dog
- The Freeks
- Gamma Ray
- The Green Monarchs
- Gram Rabbit
- Hermano
- House of Broken Promises
- Katzenjammer
- Kyuss
- Mondo Generator
- Nebula
- Oddio Gasser
- Pedestrians Vs. War Party
- Orquesta del Desierto
- The Perfect Rat
- Queens of the Stone Age
- Rawbone
- Rise of the Willing
- Rubber Snake Charmers
- Slo Burn
- Solarfeast
- Sons Of Kyuss
- The Sort of Quartet
- Ten East
- Thin White Rope
- The Thrift Store All Stars
- Throw Rag
- Unida
- Unsound
- Vic du Monte's idiot prayer
- Vic du Monte's Persona Non Grata
- Vista Chino
- War Drum
- WaterWays
- Waxy
- Whiskey and Knives
- The Whizards
- You Know Who
- Yawning Man
- ZUN
- The Breed
- Magiic
- Willful Failure[2]
- Crackpot
- Doom Quartet
- Brant Bjork and the Low Desert Punk Band
- Nick Oliveri's Uncontrollable
- BigPig
- The Swankers
- Today
- Family Butcher[2]
- Poison Society[2]
- Poison Metropolis[2]
- Johnny Blood streak and the Rags[2]
- Circle K[2]
- Pig Pen[2]
- Groovalopacus[4]
- Primordial Blues[5]
- Zao[6]

## Verwante muzikanten en bands
Verwante bands en muzikanten die met de Desert Scene worden gelinkt, maar hun oorsprong elders hebben zijn de volgende:

### Muzikanten
- Peter Stahl
- Gene Trautmann
- Josh Homme
- Joey Castillo
- Troy Van Leeuwen
- Samantha Maloney
- Alain Johannes
- Mark Lanegan
- Natasha Shneider (†)
- Ben Shepherd
- Greg Ginn
- Ruben Romano
- Mark Abshire
- John McBain
- Bill Stinson
- Bryan Giles
- Vincent Meghrouni
- Robert Peterson
- Dave Grohl
- Tim Vanhamel
- Greg Ginn
- Bubba Dupree

### Bands
- Fu Manchu
- Goon Moon
- Hotel Wrecking City Traders & Gary Arce
- Masters Of Reality
- Ministry of Fools
- Them Crooked Vultures
- Yawning Sons
- Yellow No. 5
- Sweethead
- A'rk
- Luna Sol[7]
- Desert Shore Experience

## Opnamestudio's
Opnamestudio's waar veel bands en muzikanten uit de Palm Desert Scene muziek hebben opgenomen, zijn de volgende:
- Rancho de la Luna is een opnamestudio in Joshua Tree. Dave Catching is de eigenaar.
- Unit A Recording is een opnamestudio in Palm Springs. Deze is door enkele bekende muzikanten uit de Palm Desert Scene gebruikt om nummers op te nemen. Robbie Waldman is de eigenaar. Hij is de frontman van de band Waxy.
- Thunder Underground-studio. De studio is gebruikt door bands als Mondo Generator en Vista Chino om nummers op te nemen of te mixen.
- Donner & Blitzen Studios in Arcadia, Los Angeles is door bands als Ché, Brant Bjork, Nebula, Yawning Man, Fatso Jetson en Mondo Generator gebruikt. Mathias Schneeberger is eigenaar. Schneeberger speelde op albums van onder andere Fatso Jetson, Brant Bjork en Mondo Generator.
- Back Of The Moon Studios in Joshua Tree, Californië. Tony Mason is eigenaar. Brant Bjork heeft er meerdere albums opgenomen. Mason heeft ook bijgedragen aan het muziekproject Desert Sessions van Josh Homme en werkte eerder in de Rancho de la Luna studio waar hij onder andere het album Jalamanta van Brant Bjork opnam.
- Sound City Studios. Palm Desert bands als Slo Burn, Fu Manchu, Masters Of Reality, Kyuss en Queens of the Stone Age hebben nummers opgenomen. Deze studio is vooral bekend door het opnemen van het album Nevermind van de band Nirvana. De studio sloot in 2011 zijn deuren.
- Jalamanta Studios in Joshua Tree. Brant Bjork is de eigenaar.
- Monkey Studios was een opnamestudio in Palm Springs, Californië.
- GreenRoom in Palm Springs, Californië.
- Pink Duck Studio in Burbank. Josh Homme is de eigenaar.
- Capitol Recording Studios
- Total Annihilation Studios
- Butter Studio in Joshua Tree.
- 11AD studios in Los Angeles. Alain Johannes is de eigenaar.

## Documentaires over de Palm Desert Scene
- Sabbia (met Brant Bjork)
- Jalamanta Retrospective (met Brant Bjork)
- Anthony Bourdain, No Reservations: US Desert Episode (met Josh Homme)
- Lo Sound Desert
- Arsenal - Lotuk Documentary (Met John Garcia)
- BBC Stoner Rock Documentary
- Kyuss Palm Desert Rock Radio Documentary
- Dave Catching's studio, Rancho De La Luna
- Marshall Headphones: On the Road (aflevering 1, 5 en 6)
- DVD by Sexy - Eagles of Death Metal Documentary